# 體抑素
生長抑素（英語：somatostatin）又稱生長抑素、生長素抑制激素（growth hormone-inhibiting hormone，GHIH），屬於一种多功能肽類激素，来源于脑及神经系统、胃肠道、免疫系统等多种组织器官，作为内源性抑制性细胞功能调节分子，能抑制多种内分泌和外分泌功能。
生長抑素参与发育、增殖、代谢、分泌和神经调控等过程，能抑制生长激素和促甲状腺素的分泌，还能抑制其他多种激素（促胃液素、促胰液素等）及消化道器官（胃、肠、胰等）的外分泌。在神經系統可作为神經遞質。

## 分泌
體抑素主要由下列幾個地方分泌：
- 下視丘
- 胃
- 腸
- 胰臟

體抑素可以抑制腦下垂體分泌生長激素，在某些情況下也會抑制泌乳激素。體抑素也可以減少某些腸胃道激素（例如胃泌素、腸抑胃泌素等）的分泌。

## 臨床應用
體抑素在臨床藥物上的潛力已經被注意很久了，但是它的作用持續時間太短（在體循環中半衰期大約3分鐘）限制了發展性。
人工合成的類似物奧曲肽，其藥理作用類似天然的體抑素，但作用時間較長，可達90分鐘左右。奧曲肽可抑制這些腸胃道激素分泌，減慢胃腸運輸時間和調節水分與電解質通過腸道，減緩腸胃腫瘤造成的腹瀉、出血。奧曲肽也能抑制生長激素過度分泌，用來治療肢端肥大症。1988年美國食品及藥物管理局（FDA）核准它的使用。